# Violent J
Violent J, pseudonimo di Joseph Bruce (Michigan, 28 aprile 1972), è un rapper, wrestler e attore statunitense.

## Biografia
Joseph Bruce (Violent J) e Joseph Utsler (Shaggy 2 Dope) si conobbero a Oak Park, Michigan. Nel 1989, pubblicarono un singolo dal nome Party at the Top of the Hill sotto il nome di JJ Boys. La povertà e la vita di strada, costringono Bruce a trasferirsi in una città al sud di Detroit, River Rouge. Successivamente, sempre con Shaggy 2 Dope iniziò a eseguire musica Rap in un locale notturno adottando il nome "Inner City Posse" e pubblicando vari EP. Nel 1992 cambiano il nome in "Insane Clown Posse", iniziando ad adottare tematiche Horrorcore e pubblicano il loro primo album di debutto, Carnival of Carnage. Negli anni a venire il gruppo pubblica altri diversi album come Ringmaster, Riddle Box, The Great Milenko e The Amazing Jeckel Brothers.
Nel 1997 iniziano una faida con Eminem; quest'ultimo proprio in quegli anni stava iniziando ad avere successo internazionalmente e inizia ad insultarli in concerti, interviste e canzoni. Il gruppo risponde pubblicando la canzone Slim Anus, presa in giro all'alterego di Eminem, Slimshady. Nel giugno del 2000, Eminem minaccia con una pistola Douglas Dail, un affiliato del gruppo; nello stesso anno, gli ICP rilasciano due album: Bizzar & Bizaar. Successivamente il gruppo pubblicherà vari album come: The Wraith: Shangri-La, descritto come l'album più cupo della band, Hell's Pit, The Tempest, Bang! Pow! Boom!, The Mighty Death Pop!, Smothered, Covered & Chunked e Mike E. Clark's Extra Pop Emporium. Nel 2005 grazie ai D12 e alla Psychopathic Family termina la faida tra Eminem e il gruppo. Violent J ha anche pubblicato 2 EP e 1 album ufficiale di debutto solista, ovvero Enter the Ghetto Zone (EP), Wizard of the Hood (EP) e The Shining.

## Vita privata
Violent J, ha due figli, Joseph "JJ" Bruce II nato nel 2005 e Ruby Bruce, inoltre ha dedicato due tracce ai propri figli, "Song 4 Son" & "Ruby Song".
Shaggy 2 Dope e Violent J hanno intrapreso oltre la carriera di Rapper anche quella di Wrestler. Violent J è anche attore e ha recitato in diversi film, ovvero: Big Money Hustlas (2000), Bowling Balls (2004), Death Racers (2008) e Big Money Rustlas (2010).

## Stili e influenze
Lo stile di Violent J, come quello di Shaggy 2 Dope è l'Horrorcore. Violent J ha citato come proprio influenze Ice Cube, Esham e Michael Jackson.

## Discografia

### Con gli Insane Clown Posse
Album in studio
- Carnival of Carnage (1992)
- Ringmaster (1994)
- Riddle Box (1995)
- The Great Milenko (1997)
- The Amazing Jeckel Brothers (1999)
- Bizaar (2000)
- Bizzar (2000)
- The Wraith: Shangri-La (2002)
- Hell's Pit (2004)
- The Tempest (2007)
- Bang! Pow! Boom! (2009)
- The Mighty Death Pop! (2012)
- Smothered, Covered & Chunked (2012)
- Mike E. Clark's Extra Pop Emporium (2012)

EP
1. Ghetto Territory  (1990)
2. Intelligence and Violence (1990)
3. Bass-ment Cuts (1990)
4. Dog Beats (1991)
5. Beverly Kills 50187 (1993)
6. The Terror Wheel (1994)
7. A Carnival Christmas (1994)
8. Tunnel of Love (1996)
9. The Calm (2005)
10. GOTJ 2005 (2005)
11. Eye of the Storm (2007)
12. American Psycho (2011)
13. Freaky Tales (2012)

Raccolte
1. Forgotten Freshness (1995)
2. Mutilation Mix (1997)
3. Forgotten Freshness Volumes 1 & 2 (1998)
4. Psychopathics from Outer Space (2000)
5. Forgotten Freshness Volume 3 (2001)
6. The Pendulum (2002)
7. Psychopathics from Outer Space Part 2 (2003)
8. Forgotten Freshness Volume 4 (2005)
9. The Wraith: Remix Albums (2006)
10. Jugganauts: The Best of Insane Clown Posse (2007)
11. Psychopathics from Outer Space 3 (2007)
12. The Old Shit (2010)
13. Featuring Freshness (2011)

### Solista
Album in studio
1. The Shining (2009)

EP
1. Enter the Ghetto Zone (1990)
2. Wizard of the Hood (2003)

## Apparizone come ospiti

### Solista
| Year | Song                                                  | Artist              | Album                           | Label                                        | Role                          | Performed as |
| ---- | ----------------------------------------------------- | ------------------- | ------------------------------- | -------------------------------------------- | ----------------------------- | ------------ |
| 1998 | Witching Hour                                         | Myzery              | Para la Isla EP                 | Psychopathic Records                         | Guest Verse                   |              |
| 2001 | Panic Attack                                          | Esham               | Tongues                         | Reel Life Productions                        |                               |              |
| 2001 | Everyone                                              | Esham               | Tongues                         | Reel Life Productions                        |                               |              |
| 2001 | Str8 Outta Detroit (w/Anybody Killa)                  | Blaze Ya Dead Homie | 1 Less G n da Hood              | Psychopathic Records                         |                               |              |
| 2002 | Leff Field                                            | Twiztid             | Mirror Mirror EP                | Psychopathic Records                         |                               |              |
| 2003 | Sticky Icky Situation (w/Blaze Ya Dead Homie & Esham) | Anybody Killa       | Hatchet Warrior                 | Psychopathic Records                         |                               |              |
| 2003 | Gang Related                                          | Anybody Killa       | Hatchet Warrior                 | Psychopathic Records                         |                               |              |
| 2003 | Marsh Lagoon                                          | Twiztid             | The Green Book                  | Psychopathic Records                         |                               |              |
| 2003 | Boom!                                                 | Esham               | Repentance                      | Psychopathic Records                         |                               |              |
| 2003 | Dem Boyz                                              | Esham               | Repentance                      | Psychopathic Records                         |                               |              |
| 2004 | Lil Secret                                            | Twiztid             | Cryptic Collection Vol. 3       | Psychopathic Records                         |                               |              |
| 2004 | Down Here                                             | Anybody Killa       | Dirty History                   | Psychopathic Records                         |                               |              |
| 2004 | Mr. Deadfolx                                          | Blaze Ya Dead Homie | Colton Grundy: The Undying      | Psychopathic Records                         |                               |              |
| 2005 | Ima                                                   | Jumpsteady          | Master of the Flying Guillotine | Psychopathic Records                         |                               |              |
| 2005 | So High                                               | Twiztid             | Man's Myth, Vol. 1              | Psychopathic Records                         |                               |              |
| 2005 | Get Ready                                             | Twiztid             | Man's Myth, Vol. 1              | Psychopathic Records                         |                               |              |
| 2005 | Manakin                                               | Twiztid             | Mutant, Vol. 2                  | Psychopathic Records                         |                               |              |
| 2006 | This Bitch (Mic Mix) (w/Monoxide Child)               | Jamie Madrox        | Phatso: Earth 2 Version         | Psychopathic Records                         |                               |              |
| 2007 | Zip Codes N Time Zones                                | Blaze Ya Dead Homie | Clockwork Gray                  | Psychopathic Records                         |                               |              |
| 2008 | Freak Bitch                                           | Boondox             | Krimson Creek                   | Psychopathic Records                         |                               |              |
| 2008 | Trailer Park Creepin'                                 | Boondox             | Krimson Creek                   | Psychopathic Records                         |                               |              |
| 2008 | Sex, Drugs, Money & Murder pt. 2                      | Twiztid             | Toxic Terror EP                 | Psychopathic Records                         |                               |              |
| 2009 | Hell Ride                                             | Twiztid             | End Of Days EP                  | Psychopathic Records                         |                               |              |
| 2010 | 3 Evil Wizards                                        | Blaze Ya Dead Homie | Gang Rags                       | Psychopathic Records                         |                               |              |
| 2011 | Born On Halloween                                     | Vanilla Ice         | W.T.F.                          |                                              |                               |              |
| 2011 | Nightline                                             | Axe Murder Boyz     | Body In A Hole EP               | Hatchet House                                |                               |              |
| 2012 | Homies To Smoke With                                  | Twiztid             | Kronik Collection               | Psychopathic Records                         |                               |              |
| 2012 | So High                                               | Twiztid             | Kronik Collection               | Psychopathic Records                         |                               |              |
| 2013 | Mountain Climbing (w/Awesome Dre)                     | Big Hoodoo          | Crystal Skull                   | Psychopathic Records                         |                               |              |
| 2014 | Kickdoe                                               | Boondox             | Abaddon                         | Psychopathic Records                         |                               |              |
| 2014 | Infectshun                                            | Various             | The Wormwood Tour EP            | Mobstyle Music                               | Backing Vocals (w/Sugar Slam) |              |
| 2014 | Knocking On Heavens Door (w/T.O.N.E.-z)               | Myzery              | Demon Angel                     | Poor Manz Entertainment                      |                               |              |
| 2015 | F U 2 (w/Yelawolf)                                    | DJ Paul             | Master Of Evil                  | Psychopathic Records                         |                               |              |
| 2016 | Run (w/JellyRoll & Madchild)                          | Bukshot             | Non Album Single                | Mobstyle Music                               |                               |              |
| 2017 | Foggin' Up The Window                                 | Shaggy 2 Dope       | F.T.F.O.M.F.                    | Psychopathic Records                         |                               |              |
| 2018 | Witching Hour                                         | Myzery              | 20th Anniversary: Para la Isla  | Psychopathic Records/Poor Manz Entertainment |                               |              |
| 2018 | The Demon Angel                                       | Myzery              | Knocking On Heavens Door        | Psychopathic Records/Poor Manz Entertainment |                               |              |
| 2022 | Saddle Up And Ride                                    | The Lucid           | Saddle Up And Ride              | SpoilerHead Records                          |                               |              |
| 2023 | Sweet Toof                                            | The Lucid           | Saddle Up and Ride              | SpoilerHead Records                          |                               |              |

## w/Shaggy 2 Dope (Insane Clown Posse)
| Year | Song                                                       | Artist              | Album                                   | Label                  | Performed As |
| ---- | ---------------------------------------------------------- | ------------------- | --------------------------------------- | ---------------------- | ------------ |
| 1995 | Graveyard                                                  | Project Born        | Born Dead EP                            | Psychopathic Records   |              |
| 1997 | $85 Bucks An Hour                                          | Twiztid             | Mostasteless                            | Psychopathic Records   |              |
| 1997 | Spin The Bottle                                            | Twiztid             | Mostasteless                            | Psychopathic Records   |              |
| 1997 | Meat Cleaver (w/Myzery)                                    | Twiztid             | Mostasteless                            | Psychopathic Records   |              |
| 1997 | Hound Dogs (w/Blaze Ya Dead Homie)                         | Twiztid             | Mostasteless                            | Psychopathic Records   | Dark Lotus   |
| 2000 | Wickit Klowns                                              | Kottonmouth Kings   | High Society                            | Suburban Noize Records |              |
| 2000 | Just Another Crazy Click (w/Twiztid)                       | Three 6 Mafia       | When the Smoke Clears: Sixty 6, Sixty 1 |                        |              |
| 2000 | Shittalkaz (w/Twiztid)                                     | Blaze Ya Dead Homie | Blaze Ya Dead Homie EP                  | Psychopathic Records   |              |
| 2000 | Maniac Killa                                               | Twiztid             | Freek Show                              | Psychopathic Records   |              |
| 2000 | All I Ever Wanted                                          | Twiztid             | Freek Show                              | Psychopathic Records   |              |
| 2000 | Wut Tha Dead Like                                          | Twiztid             | Freek Show                              | Psychopathic Records   |              |
| 2001 | Given Half A Chance (w/Twiztid)                            | Blaze Ya Dead Homie | 1 Less G n da Hood                      | Psychopathic Records   |              |
| 2001 | Hatchet Execution (w/Twiztid)                              | Blaze Ya Dead Homie | 1 Less G n da Hood                      | Psychopathic Records   |              |
| 2001 | I Don't Care                                               | Twiztid             | Cryptic Collection Vol. 2               | Psychopathic Records   | Dark Lotus   |
| 2001 | Drunken Ninja Master (w/Drive-By)                          | Twiztid             | Cryptic Collection Vol. 2               | Psychopathic Records   | Dark Lotus   |
| 2002 | Ninjas In Action (w/Twiztid & Drive-By)                    | Jumpsteady          | The Chaos Theory EP                     | Psychopathic Records   |              |
| 2003 | Hard Times                                                 | Esham               | Repentance                              | Psychopathic Records   |              |
| 2004 | Keep It Movin                                              | Twiztid             | Cryptic Collection Vol. 3               | Psychopathic Records   |              |
| 2004 | Shock & Awe                                                | Twiztid             | Cryptic Collection Vol. 3               | Psychopathic Records   | Dark Lotus   |
| 2005 | Bonus Flavor                                               | Twiztid             | Man's Myth (Vol. 1)                     | Psychopathic Records   |              |
| 2006 | Lady In The Jaguar                                         | Boondox             | The Harvest                             | Psychopathic Records   |              |
| 2007 | Monsters Ball                                              | Twiztid             | Independents Day                        | Psychopathic Records   |              |
| 2007 | Think 4 Yourself (w/Lady Love)                             | Kottonmouth Kings   | Cloud Nine                              | Suburban Noize Records |              |
| 2008 | Walking After Midnight                                     | Boondox             | Krimson Creek                           | Psychopathic Records   |              |
| 2008 | Insane                                                     | Prozak              | Tales from the Sick                     | Strange Music          |              |
| 2008 | U Ain't No Killa                                           | Anybody Killa       | Mudface                                 | Psychopathic Records   |              |
| 2010 | Fuck The Police                                            | Kottonmouth Kings   | Long Live The Kings                     | Suburban Noize Records |              |
| 2010 | Birthday                                                   | Blaze Ya Dead Homie | Gang Rags                               | Psychopathic Records   |              |
| 2010 | Keep It Wicked                                             | Anybody Killa       | Medicine Bag                            | Psychopathic Records   |              |
| 2011 | Gimme More                                                 | Twiztid             | Cryptic Collection Vol. 4               | Psychopathic Records   |              |
| 2012 | Abominationz                                               | Twiztid             | Abominationz                            | Psychopathic Records   |              |
| 2013 | Spells                                                     | Big Hoodoo          | Crystal Skull                           | Psychopathic Records   |              |
| 2014 | Might Go Mad                                               | Axe Murder Boyz     | The Garcia Brothers                     | Psychopathic Records   |              |
| 2014 | My Night                                                   | Boondox             | Abaddon                                 | Psychopathic Records   |              |
| 2015 | Fuck Off                                                   | Kottonmouth Kings   | Krown Power                             | United Family Music    |              |
| 2016 | Monster Squad (w/Axe Murder Boyz, Anybody Killa & DJ Paul) | Big Hoodoo          | Asylum                                  | Psychopathic Records   |              |
| 2017 | FTTBBR                                                     | Lyte                | Psychopathic Monstar EP                 | Psychopathic Records   |              |
| 2018 | Diamonds                                                   | Ouija Macc          | Gutterwater                             | Psychopathic Records   |              |
| 2018 | Let Me Go                                                  | Myzery              | The Demon Angel                         | Psychopathic Records   |              |

- Anybody Killa: Hatchet Warrior (2003) - "Gang Related", "Sticky Icky Situation"
- Anybody Killa: Dirty History (2004) - "Down Here", "Charlie Brown"
- Blaze Ya Dead Homie: 1 Less G n da Hood - (2001) "Str8 Outta Detroit", "Given Half The Chance", "Hatchet Execution"
- Blaze Ya Dead Homie: Colton Grundy: The Undying - (2004) "Mr. Dead Folx"
- Blaze Ya Dead Homie: Clockwork Gray - (2007) "Zip Codes 'n Time Zones"
- Boondox: South of Hell (2010) - "Watch Your Back"
- Boondox: The Harvest (2006)
- Boondox: Krimson Creek (2008) - "Freak Bitch", "Trailer Park Creepin'"
- Boondox: PunkinHed (2007) - "Sleep Stalker"
- Cold 187um  a.k.a. Big Hutch: From Pomona With Love: The Mixtape (2011) - "Rock The Hate"
- Esham: Repentance (album) (2003) - "Dem Boyz"
- Esham: Race Riot (compilation) (2000) - "Cunt Killer"
- Jumpsteady: Chaos Theory (album) (2002) - "Joke Ya Mind"
- Jumpsteady: Master of the Flying Guillotine (album) (2005) - "Ima"
- Prozak:Tales from the Sick (2008) - "Insane"
- Shaggy 2 Dope: F.T.F.O. (2006) - "Fuck the Fuck Off", "They Shootin'" and "Half Full"
- Shaggy 2 Dope: Fuck Off! (1994) - "3 Rings","Fuck Off" and "Clown Love"
- Twiztid: Mirror Mirror - (2002) "Leff Field"
- Twiztid: The Green Book - (2004) "Marsh Lagoon"
- Twiztid: Cryptic Collection Vol. 3 - 2004 "Lil Secret"
- Twiztid: Man's Myth (Vol. 1) - (2005) - "So High", "Get Ready"
- Twiztid: Mutant (Vol. 2) - (2005) - "Manikin"
- Twiztid: The Toxic Terror Tour EP - (2008) - "Sex, Drugs, Money & Murder Ver. 2"
- Zug Izland: Cracked Tiles - (2003) - "Fire"
- Ol' Dirty Bastard: The Trials and Tribulations of Russell Jones - "Dirty & Stinkin'" & "Dirty & Stinkin'(Remix)"
- Myzery: Demon Angel - (2014) - "Knocking On Heaven's Door"